# Papperets historia

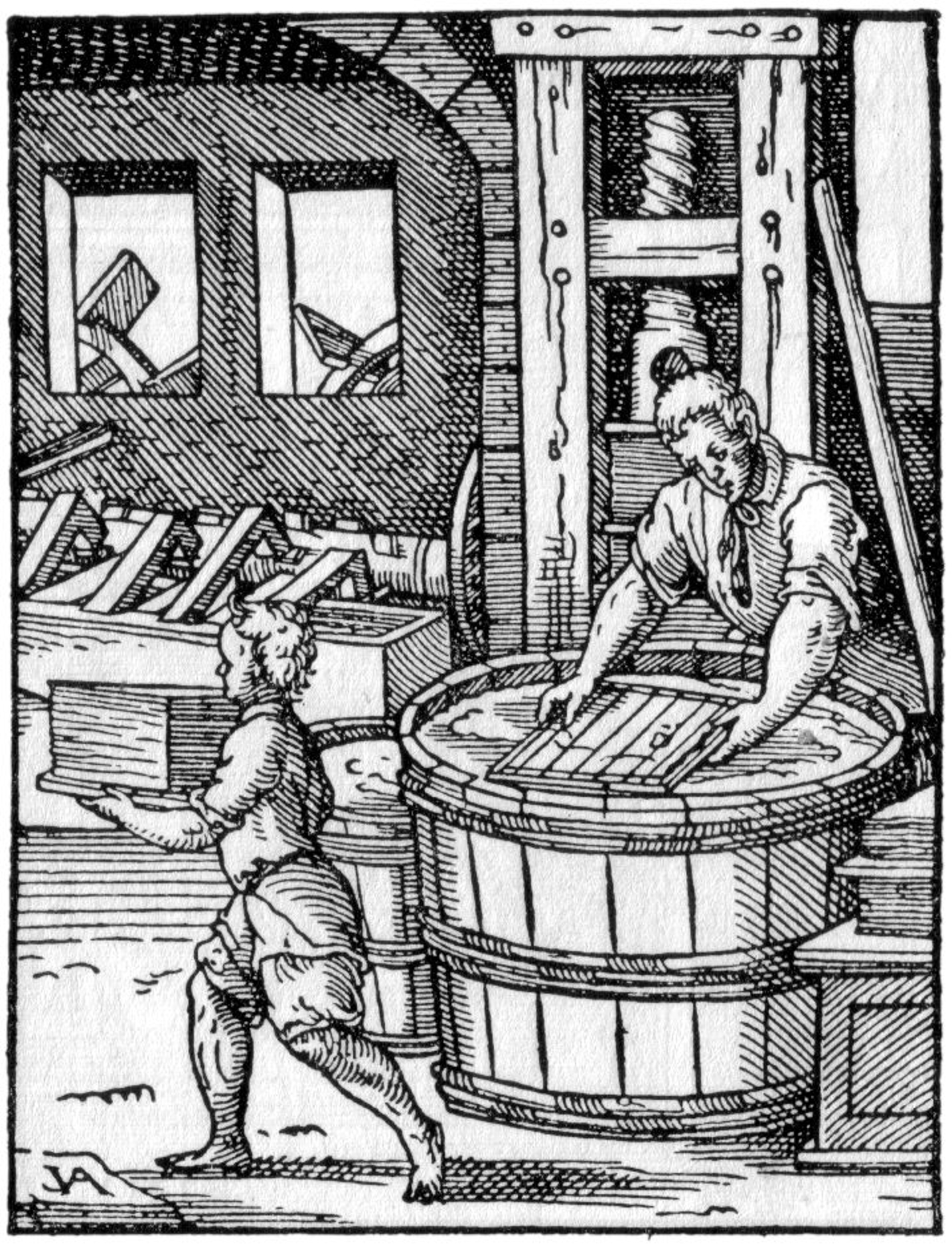
Papperstillverkning i Tyskland från mitten av 1500-talet.

Produktion av papper, tillverkat genom avvattning av en fibersuspension, utvecklades först i Kina runt år 100 efter Kristus. Dessförinnan och under ytterligare mer än tusen år tillverkades i flera olika kulturer produkter för skrivändamål från till exempel pappersmullbärsträdet (Broussonetia papyrifera), nässelbast, papyrusväxten, gräs och andra växter med sådana egenskaper som gjorde dem lämpliga för att skapa en arkstruktur. Vidare användes för skrivändamål läder (pergament) och även lertavlor och stentavlor, såsom till exempel runstenar.

## Kina – papperets vagga

Fem steg i kinesisk papperstillverkning under Mingdynastin, träsnitt.

Uppfinningen av egentlig papperstillverkningen brukar anges till år 105 e.Kr. och hänföras till Cai Lun, en tjänsteman vid det kejserliga hovet i Kina. Arkeologiska fynd har dock visat att det tillverkades papper i Kina redan 250 år innan Cai Lun var aktiv fast med en lite annorlunda process där pappersmassan hälls över en fast yta i formen.
Tillverkningskonsten begränsades till Kina under lång tid och först på 600-talet började papper tillverkas i Japan. Det äldsta återfunna papperet är från Västra Handynastin (206 f.Kr.–24 e.Kr.) och hittades 1986 i Tianshui i Gansu i västra Kina.

## Västerut via Samarkand
Tillverkningstekniken spred sig långsamt västerut och år 751 började papper tillverkas i Samarkand i Buchara som första ort utanför Kina och Japan. Samarkand blev en huvudort för papperstillverkningen. Senare uppblomstrade den i Bagdad och spred sig därifrån till länderna kring Medelhavet. Grekerna lärde sig pappersmakarkonsten direkt i Asien på 800-talet. På 900-talet blev Kairo i Egypten en huvudplats för papperstillverkning, därefter följde Damaskus i Syrien, Tabris i Persien, Danlatabad i Indien och Fes i nuvarande Marocko, som säten för en utvecklad pappersfabrikation.

## Araberna sprider kunskapen till Europa
Araberna, som redan omkring 750 börjat tillverka papper av linnelump, införde på 1000-talet denna fabrikation i Spanien. I Spanien har den äldsta västerländska pappersboken bevarats, en mässbok av Silos. Från Spanien spreds papperstillverkningen vidare till Frankrike (första belägg 1130), där den fick god utveckling. Korsfararna lärde känna papperstillverkningen i Orienten och överförde konsten till Italien (första belägg 1189), där Fabriano i provinsen Ancona blev känd för sin goda papperskvalitet. 1200 fanns ett handpappersbruk i Bologna, och sedan spred sig papperstillverkningen till andra italienska städer. Fabrianerna hade på sin tid omkring 40 handpappersbruk, sålde papper överallt och satte i sin stads vapen mottot "Cartam olim undique fudit" (sprider papper sedan gamla tider åt alla håll). Äldsta belägg i Tyskland är från 1228, och under 1300-talet tog papperstillverkningen fart, och vann där senare med boktryckarkonstens utbredning allt säkrare fotfäste. England kom sent in på papperstillverkning; det äldsta belägget är från 1309.

## Till Norden under senmedeltiden
Det första konkreta beviset på att papper var på väg till Norden är kejsar Fredrik II:s skrivelse till staden Lübeck, som författades på ett papper år 1230. Efter kejsarens brev tog det omkring hundra år innan papper fanns att tillgå i Skandinavien, och ytterligare flera decennier innan papper – istället för pergament – blev vanligt förekommande. De första dokumenterade uppgifterna på att papper använts i Norden, dokument som också är bevarade, är ett häfte om fyra folioblad från omkring 1345. Häftet består av "avskrifter av handlingar i ett skuldfordringsmål mot biskop Egisl i Västerås". Det äldsta bevarade beviset på att papper använts i Danmark är från 1359. Det var ett brev som skrivits i Köpenhamn och som tillsammans med ett följebrev skickats vidare till Stralsund. Brevet var skrivet av en fogde eller hans skrivare.
Beträffande Sverige påstås det att biskop Hans Brask i Linköping lät anlägga ett pappersbruk vid Tannefors på 1520-talet.[källa behövs] Gustav Vasa lät anlägga en papperskvarn vid Norrström i Stockholm. Den fanns kvar där till 1612, då den flyttades till Uppsala. På 1630-talet fanns fem pappersbruk i Sverige, varav tre i Östergötland: Tannefors, Fiskeby och Norrköping. I Finland anlades det första handpappersbruket på 1660-talet.

## Pappersmaskinens tillkomst och utveckling
Ända till början av 1800-talet formades papperet arkvis och för hand. Men från 1820-talet blev den så kallade fourdrinierpappersmaskinen med ett plant viraparti allt vanligare. Den uppfanns av fransmannen Nicholas-Louis Robert redan 1798 och formar papperet i en lång bana. Roberts maskin vidareutvecklades något senare av engelsmännen John Gamble och Bryan Donkin baserat på patent som de engelska bröderna Henry och Sealy Fourdrinier erhållit 1807. Den första fourdriniermaskinen byggdes 1810 vid pappersbruket Two Waters i Hertfordshire i England. Härefter skedde en snabb utveckling av kontinuerliga pappersmaskiner och också andra typer än fourdriniermaskinen utvecklades, såsom cylindermaskinen av engelsmannen John Dickinson (1809). Sveriges första pappersmaskin kom till Klippan i Skåne.

## Råmaterial: från lump och växtfibrer till vedfibrer
Även om den europeiska papperstillverkningen härstammar från Kina, skilde den sig länge från den kinesiska genom att den framställde papper endast med fibrer från lump (slitna bomulls- och linnevävnader), vilket araberna påbörjat, medan kineserna tillverkade sitt papper av material som togs direkt ur växtriket.
När pappersmaskinen infördes i början av 1800-talet ökade produktionen och efterfrågan av papper så mycket att tillgången på lump blev otillräcklig. Då började också de europeiska pappersbruken bearbeta råmaterial som hämtades ur växtriket. På 1830-talet började man, vägledd av fransmannen Piette, tillverka papper av halm. År 1840 erhöll Friedrich Gottlob Keller från Sachsen patent på en process för mekanisk massatillverkning (så kallad slipmassa) från ved. Keller utvecklade sitt patent från tidigare idéer från Matthias Koops i England. År 1846 lyckades Heinrich Voelter i Heidenheim praktiskt genomföra Kellers idé att, genom slipning av trä mot roterande sandstenar under begjutning med vatten, framställa slipad trämassa. Denna viktiga uppfinning började praktiseras i Sverige på 1850-talet och ökade tillgången på massa för papperstillverkning.

## Pappersmassa
Kunskapen om att cellväggarna i våra vanliga träslag kunde ge en mera långfibrig och starkare pappersmassa än den slipade trämassan, som på grund av den mekaniska behandlingen delvis blev nermald till fiberfragment, ledde till återupptagande av tidigare gjorda försök att på kemisk väg bryta ner vedligninet och separera vedfibrerna med hög cellulosahalt. Med dessa kemiska metoder lyckades man snart genom kemisk behandling av vedflis framställa pappersmassa också för skriv- och tryckpapper. Som första kemiska behandlingsmetoder utnyttjades den alkaliska sodaprocessen liksom den sura sulfitprocessen. Sulfitprocessen gav ljusare massor och sulfitmassor användes därför för skriv- och tryckpapper. Något senare utvecklades den alkaliska sulfatprocessen, som genom ett antal fördelar gradvis kommit att bli den helt dominerande kemiska massaprocessen.

## Alkalisk eller sur behandling av ved
Under 1870-talet började man anlägga kemiska trämassefabriker i större skala, först enligt sodaprocessen, det vill säga genom att under högt tryck koka ved i flisform med 20–25 % kaustik soda (natriumhydroxid), vilket gradvis kom att utvecklas till sulfatprocessen. Några år senare introducerades efter idé från Amerika en av svensken Carl Daniel Ekman i Sverige och av Alexander Mitscherlich och hans bror i Tyskland praktiskt utarbetad metod att behandla vedflis under förhöjt tryck i en sur sulfitlösning (den så kallade sulfitprocessen), och på så sätt bryta ner och lösa ut den sammanbindande ligninsubstansen och därigenom kunna frilägga fibrerna.
Sulfitprocessen dominerade tillverkning av pappersmassa, speciellt för skriv- och tryckändamål, ända fram till 1940-talet, då sulfatprocessen definitivt tog över som följd av utvecklingen av kemikalieåtervinningen, av förbättrade blekningsmetoder och av ökande miljökrav. Idag domineras den kemiska pappersmassatillverkningen av sulfatprocessen, medan mekaniska metoder, i huvudsak genom så kallad flisraffinering, används till exempel för tillverkning av massa för tidningspapper.
Papper tillverkas idag i princip bara med pappersmaskiner och manuell tillverkning förekommer bara i mycket begränsad omfattning. De handpappersbruk, som fortfarande förekommer, tillverkar enbart papper för speciella ändamål, såsom speciella arkivdokument, ark för konstnärer, och dylikt.